# ترمارگات
ترمارگات (به فرانسوی: Trémargat) یک کمون در فرانسه است که در Canton of Rostrenen واقع شده‌است.

## خصوصیات
ترمارگات ۱۳٫۹۰ کیلومترمربع مساحت و ۱۶۸ نفر جمعیت دارد.